# Frans Jacob Heilborn

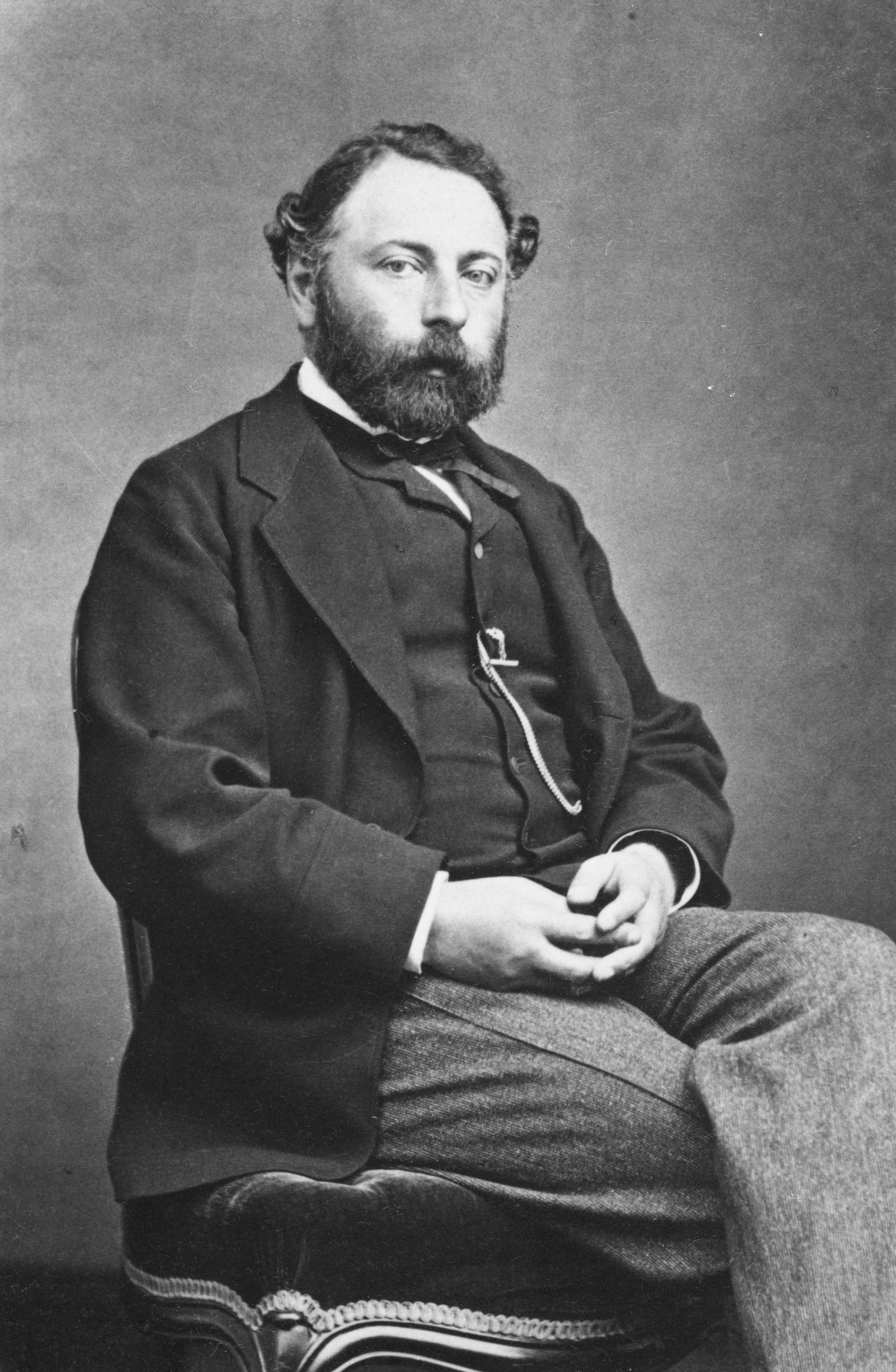
Frans Jacob Heilborg

Frans Jacob Heilborn, född 5 november 1827 i Nikolai församling, Stockholm, död 13 december 1898 i Hedvig Eleonora församling, Stockholm, var en svensk arkitekt och Varbergs första stadsarkitekt. Han utbildades vid Konstakademien i Stockholm 1849–1854, och kom till Göteborg 1857, där han arbetade tillsammans med stadsarkitekt Hans Jakob Strömberg.
Heilborn var stadsarkitekt i Varberg 1864–1865, med en årslön på 1 800 riksdaler riksmynt, och arbetade med att bygga upp staden igen efter stadsbranden 1863. Han insåg vikten av att bygga hus i brandsäkra material, för att undvika en ny brand. Dessutom ville staden att husen skulle vara vackra och representativa. Runt stadens torg var det ett krav att husen skulle vara i sten eller tegel.
I Varberg ritade Heilborn ett dussintal hus, varav rådhuset är det främsta. Flera av husen finns bevarade, utöver rådhuset även byggnader vid Östra Vallgatan, Östra Långgatan och Kungsgatan.
När ritningarna till rådhuset var klara 1864 tillsattes en byggnadskommitté som året därefter antog byggmästare L. Johanssons anbud med 36 600 riksdaler riksmynt. Men redan 1865 avskedades Heilborn då man inte ansåg sig behöva hans tjänster längre, då han nu ritat det nya rådhuset samt några andra hus utan någon ersättning utöver sin lön.
År 1870 bodde Heilborn vid Östra Hamngatan 17 i Göteborg.
Han var senare verkställande direktör i brandförsäkringsbolaget Sverige. 

## Byggnader i urval
- Ångköket i Göteborg (1858)
- Varbergs rådhus (1863)
- Billdals gård, Göteborg (1863)
- Gamla rådhuset i Halmstad (1863, rivet 1956)
- Gamla läroverket i Halmstad (1869, rivet 1956)
- Mollösunds kyrka (1865–1866)
- Barnsjukhuset, Södra Allégatan 2 i Göteborg (1866)
- Exercishuset i Göteborg (1867)
- Tull- och packhuset vid Packhusplatsen i Göteborg (1867)
- Lorensbergs restaurant i Lorensbergsparken i Göteborg (1867)
- Gamla lasarettet i Halmstad, (1867-1869, delvis rivet)
- Restaurering av Sankt Nikolai kyrka i Halmstad (1867-1869)
- Amalia Hertz stiftelse, Storgatan 5 i Göteborg (1870)
- Kjellbergska flickskolan, Storgatan 3 i Göteborg (1870)

## Bilder

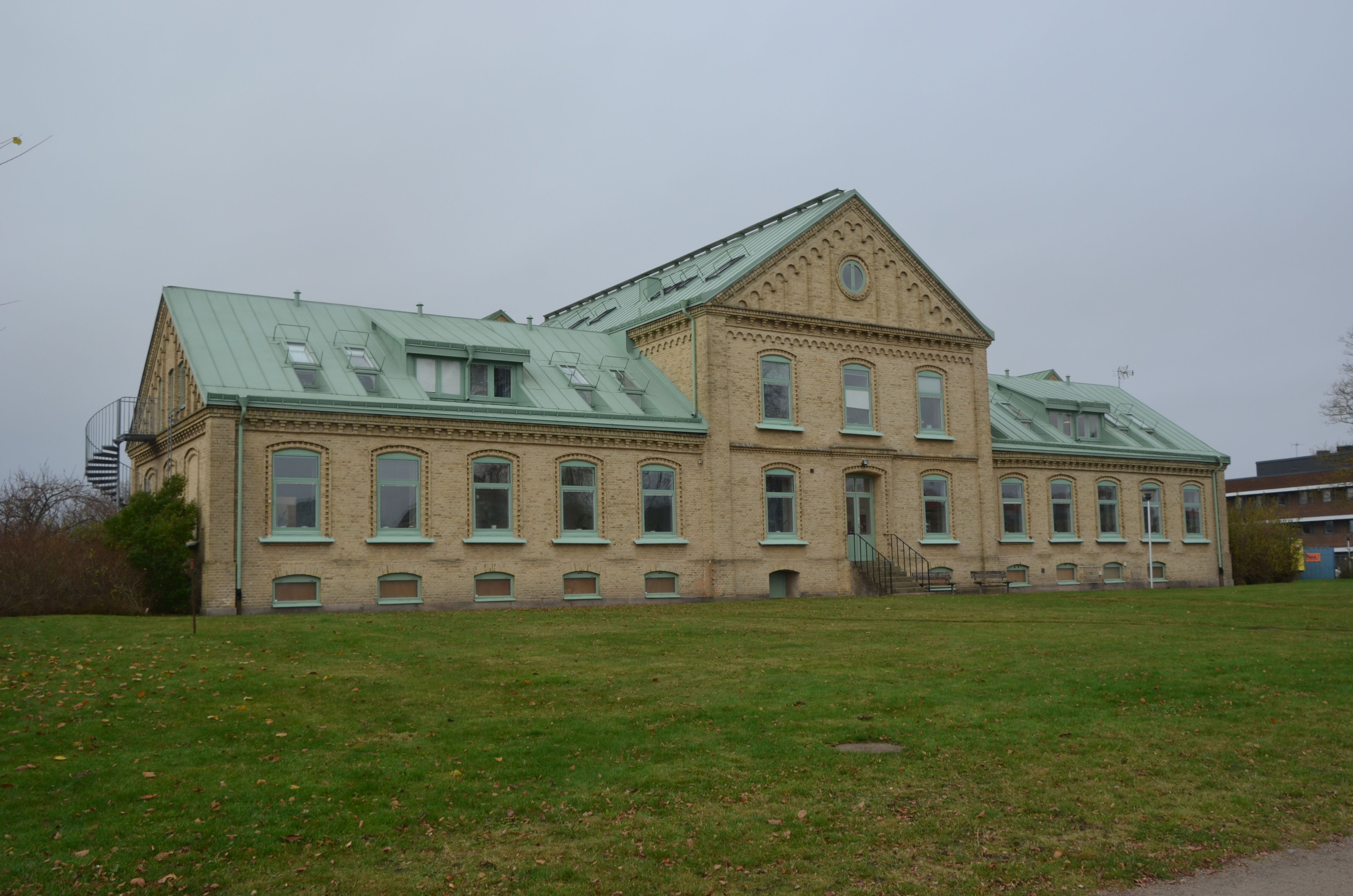
Gamla lasarettet i Halmstad
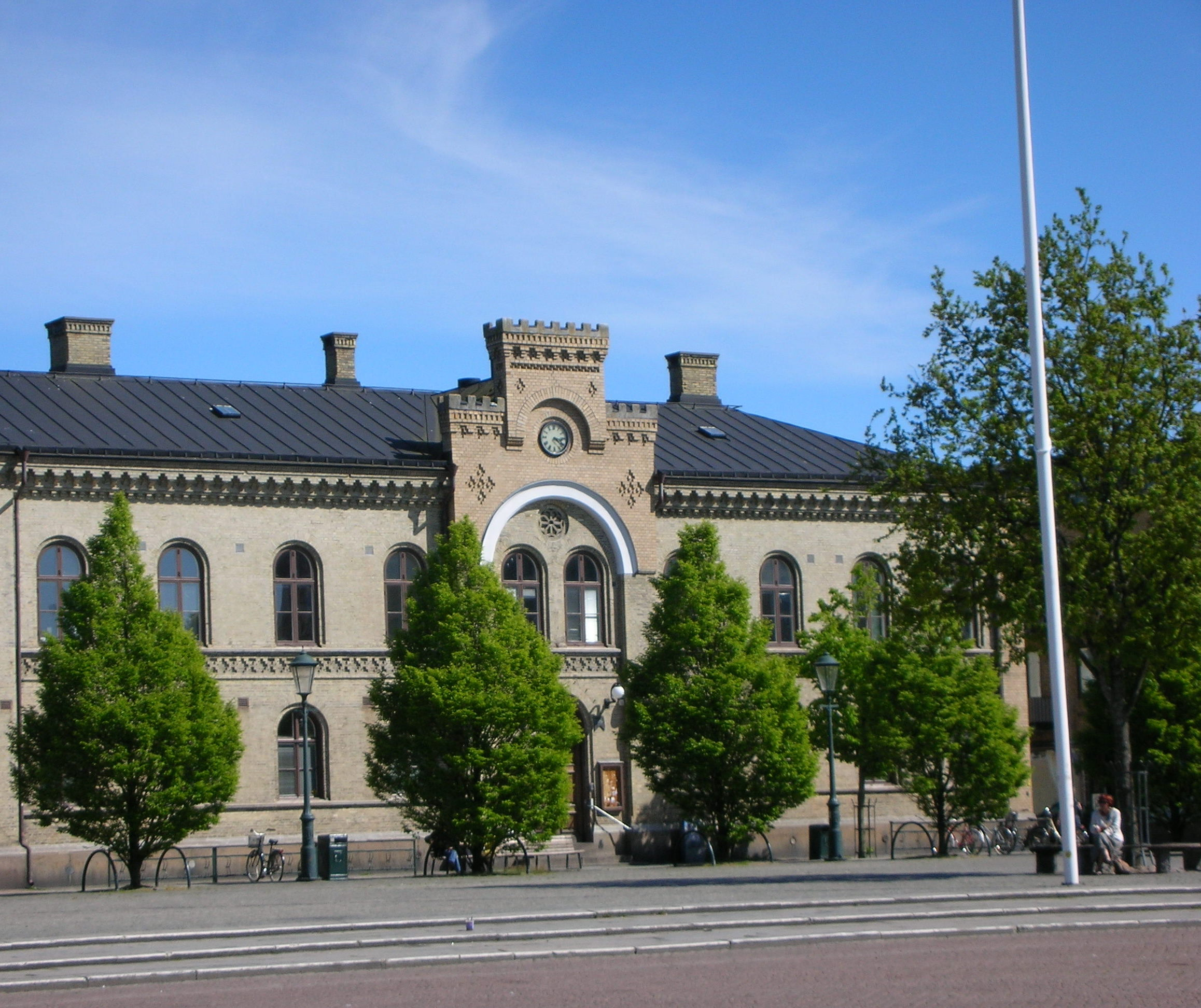
Varbergs rådhus
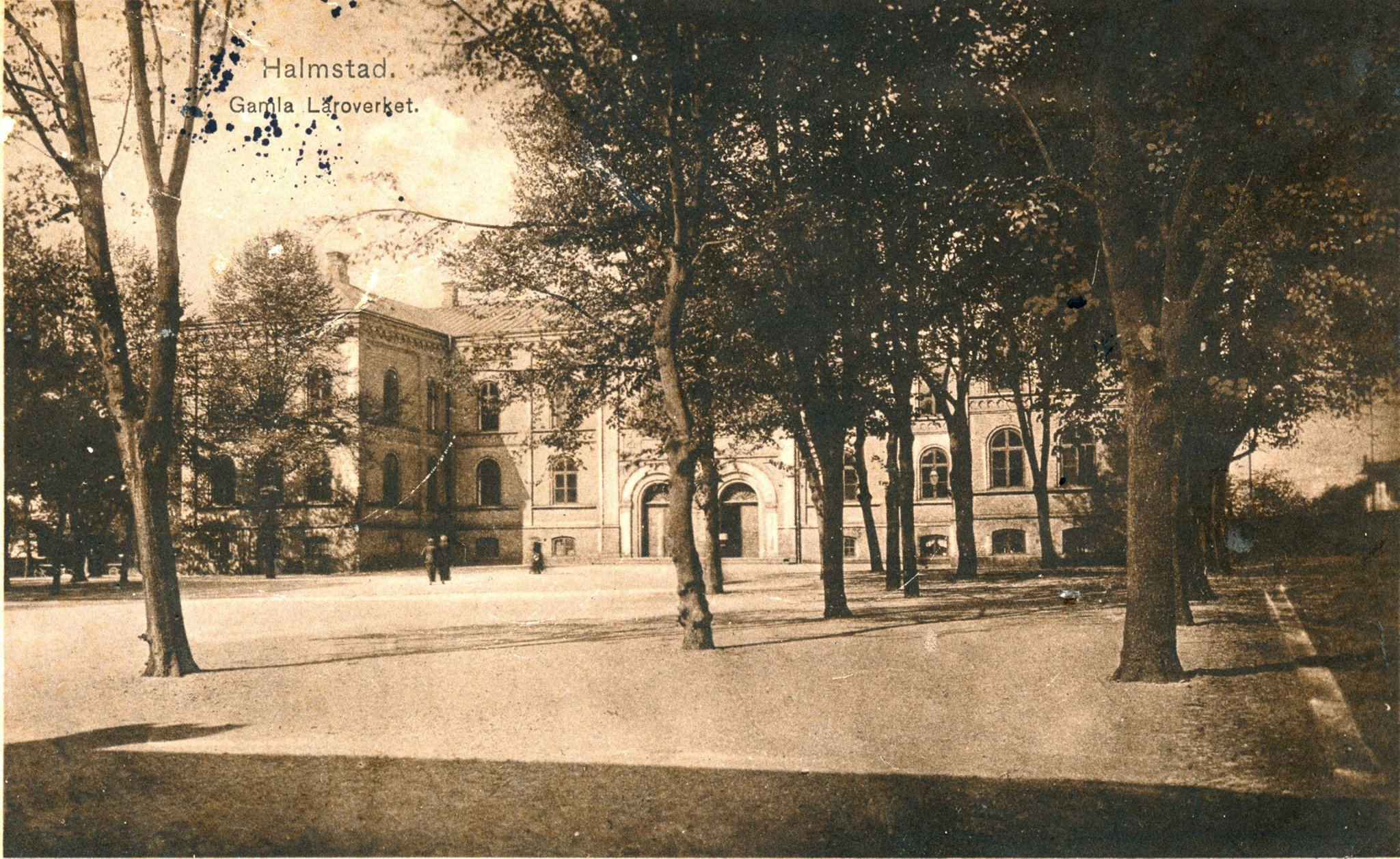
Gamla läroverket, Halmstad
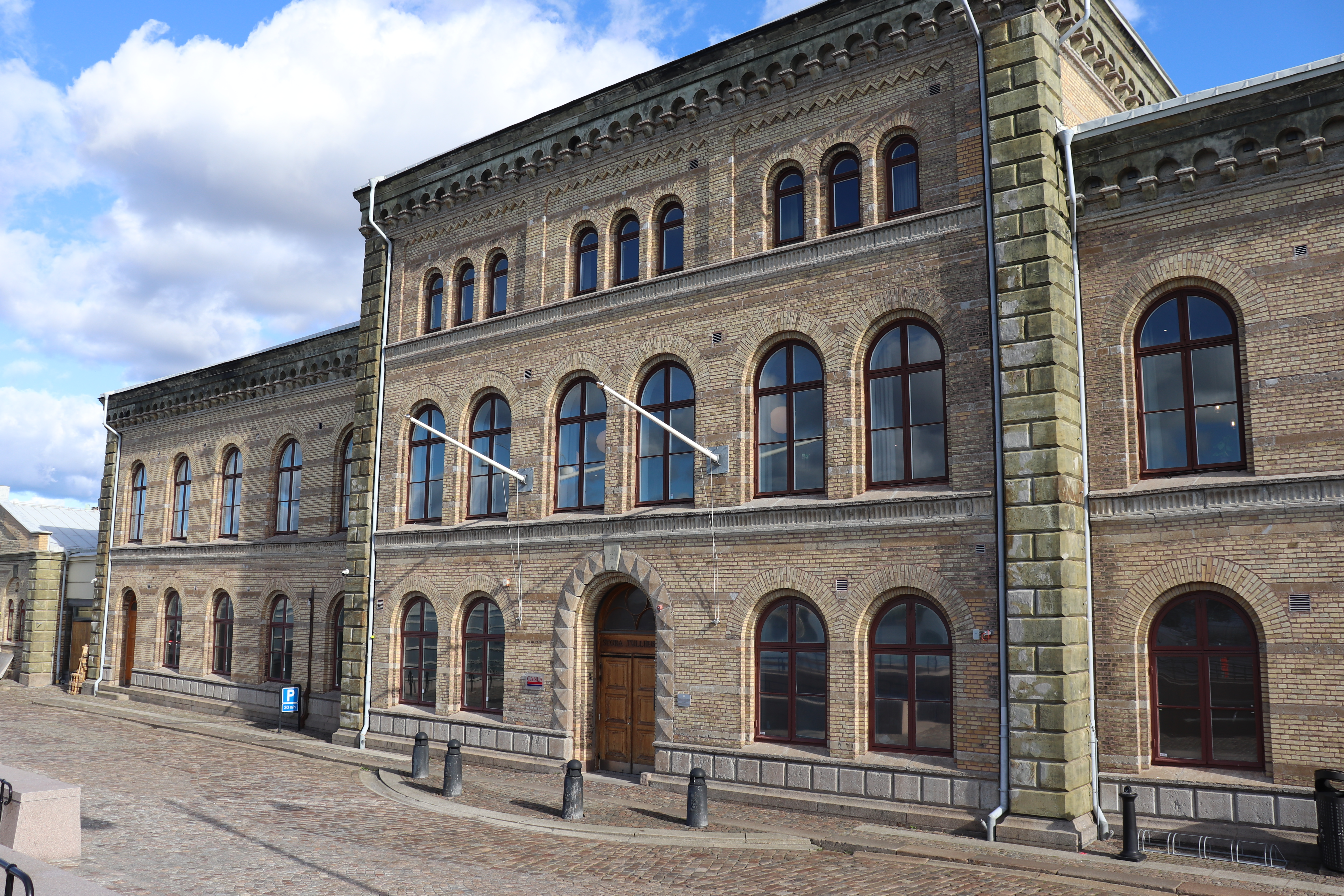
Tull- och packhuset, Göteborg
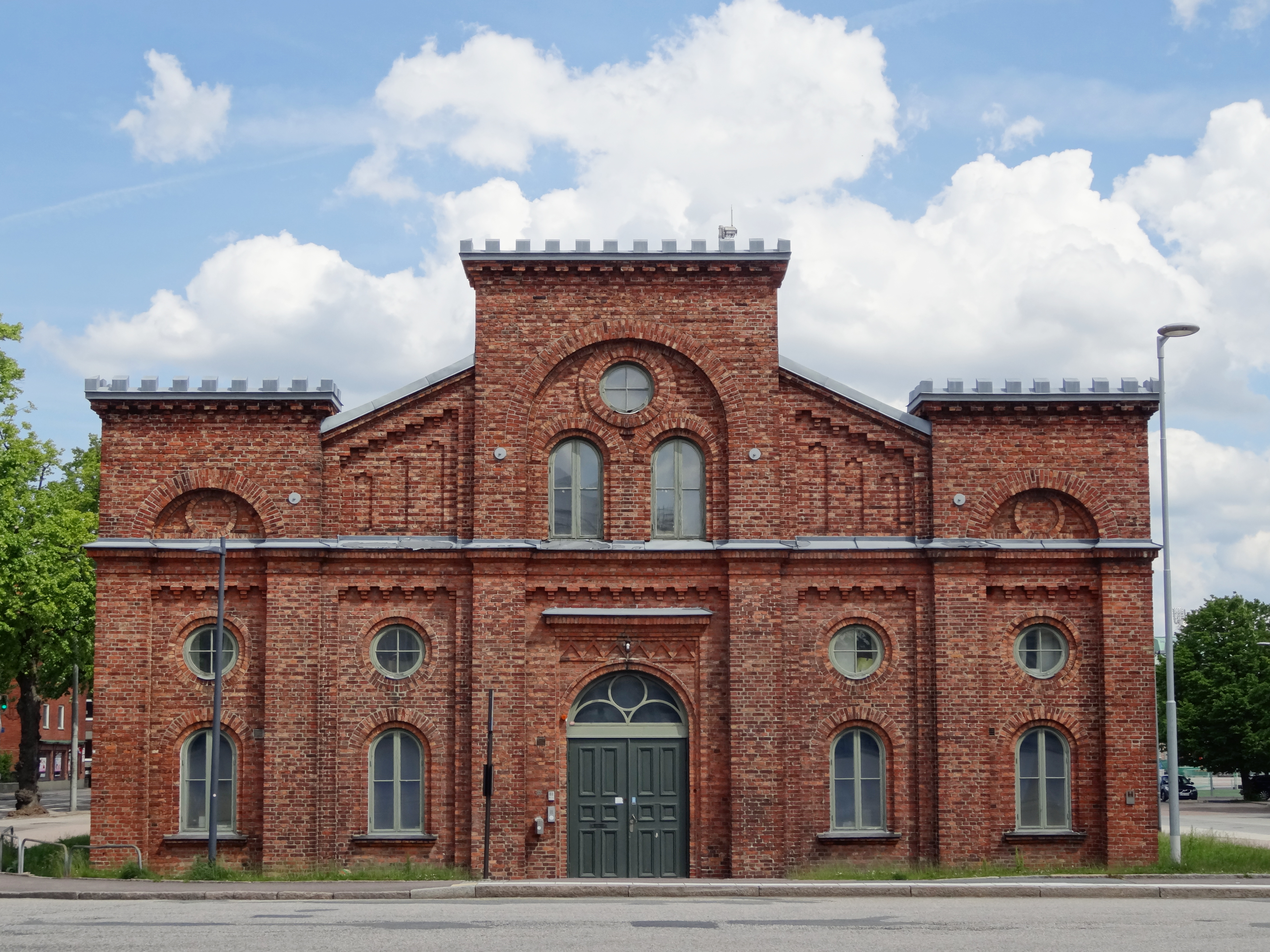
Exercishuset, Göteborg